# Le Morne-Vert
Le Morne-Vert é uma comuna francesa no departamento ultramarino da Martinica. Estende-se por uma área de 13.37 km², e possui 1.825 habitantes, segundo o censo de 2018, com uma densidade de 140 hab/km².